# Université de médecine traditionnelle chinoise du Jiangxi
L'université de médecine traditionnelle chinoise du Jiangxi (chinois simplifié : 江西中医药大学 ; pinyin : Jiangxi Zhong Yi Yao Da Xue) est située dans le chef-lieu de la province de Jiangxi en Chine, Nanchang.